# 哈薩克斯坦—烏茲別克斯坦關係
哈薩克斯坦－烏茲別克斯坦關係，是指哈薩克和烏茲別克的雙邊關係，前烏茲別克總統卡里莫夫曾多次訪問哈薩克斯坦。

## 歷史
哈薩克斯坦和烏茲別克斯坦也是中亞的大國，歷史上兩國曾多次交戰（爭奪塔什干等商業城市），直到19世紀也被俄羅斯帝國征服，直到1991年蘇聯解體前兩國也在同一國家內。在21世紀初，烏茲別克斯坦和哈薩克斯坦之間的國際邊界96％已經確定。 2001年，在雙方達成協議後，只有三個有爭議的地區（Bagys，Arnasai和Nsan）的邊界線仍未提出。 到2002年9月，哈薩克斯坦和烏茲別克斯坦已經完全劃定了其長達2,440公里的共同邊界。

## 哈薩克斯坦-烏茲別克斯坦隔離圍牆
2006年10月19日，哈薩克斯坦與烏茲別克斯坦邊界部分地區建造了長達45公里的屏障。哈薩克斯坦-烏茲別克斯坦的屏障跨越哈薩克斯坦南部的撒爾加什和Maktaaral行政區，由一個高度為2,5米的帶刺鐵絲網圍欄組成，其中包括探照燈。隔離牆位於烏茲別克斯坦東部人口稠密的城鎮。它是為了遏制毒品走私跨境和烏茲別克族偷越國界而建造的。